# Asienväg

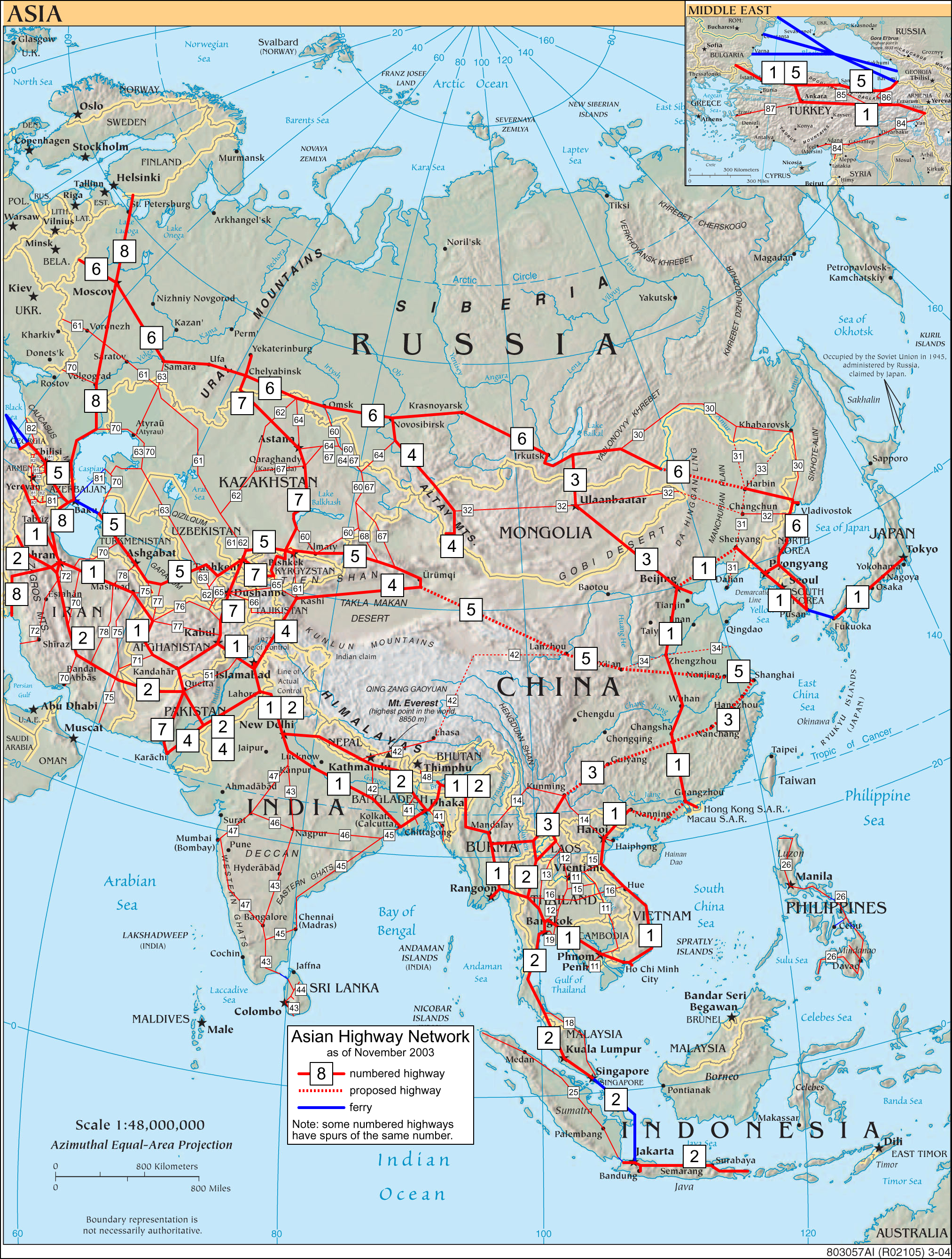
Karta över asienvägarna

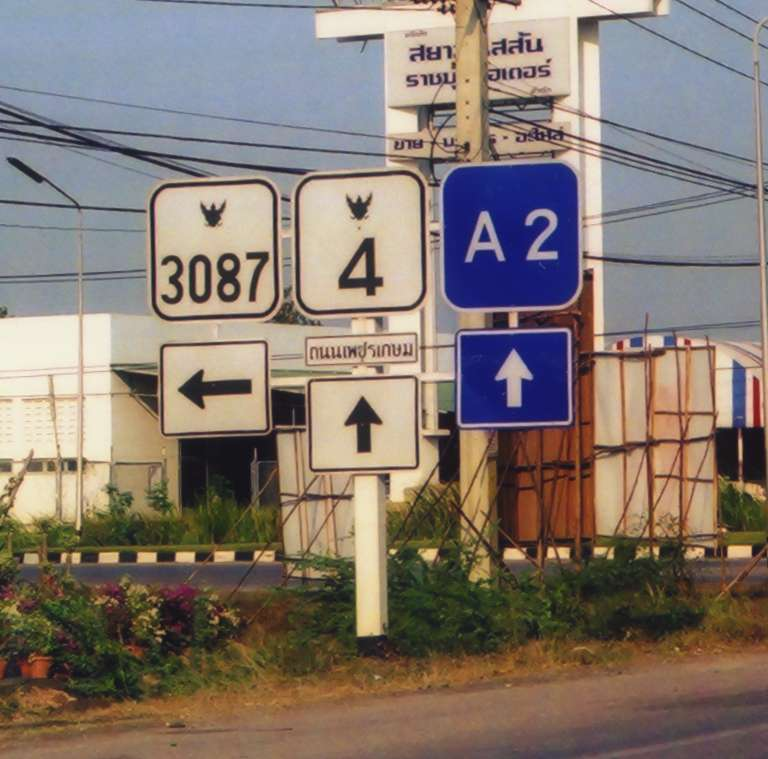
AH2 i Thailand

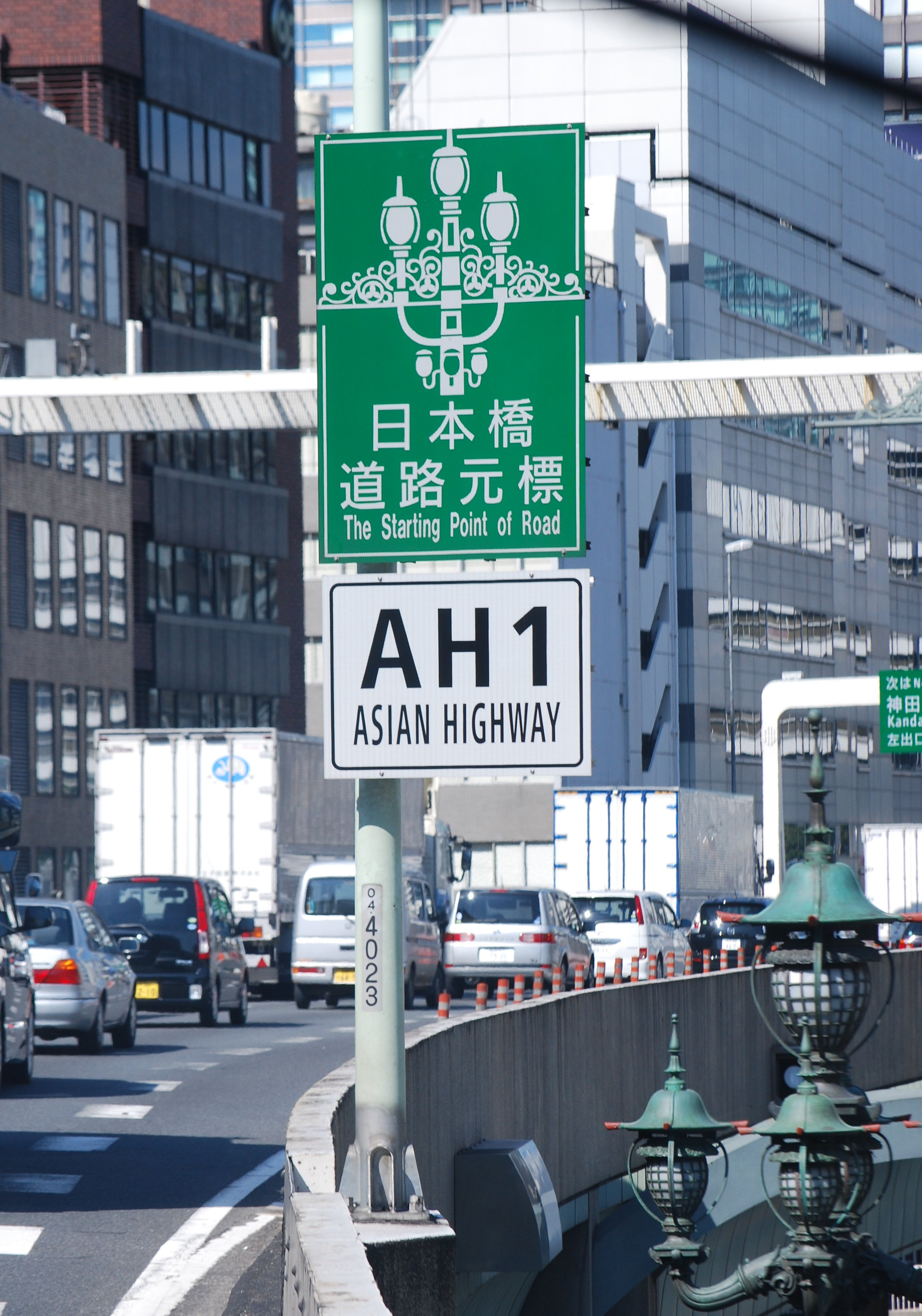
AH1 i Tokyo, Japan

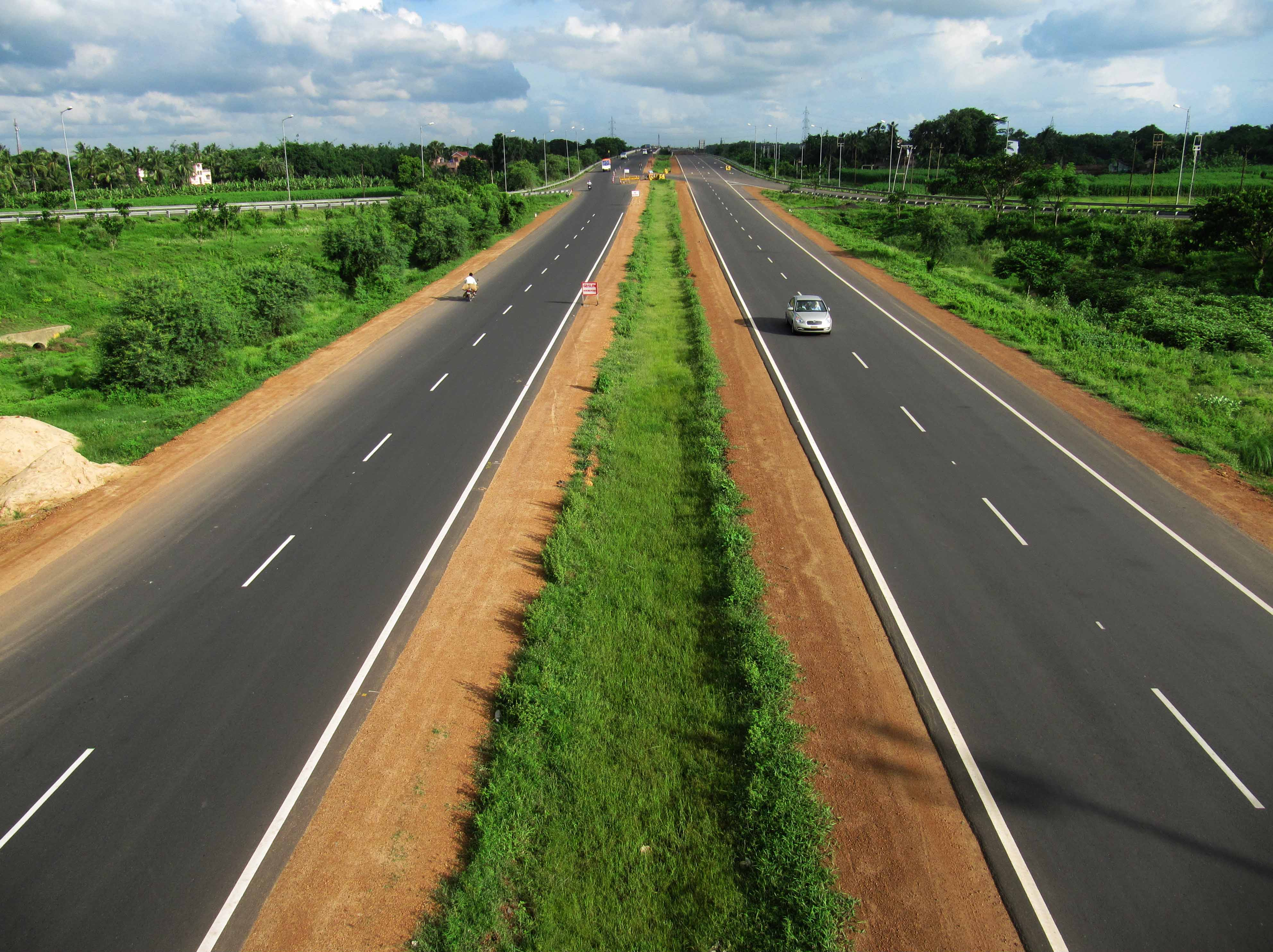
AH1 i Indien

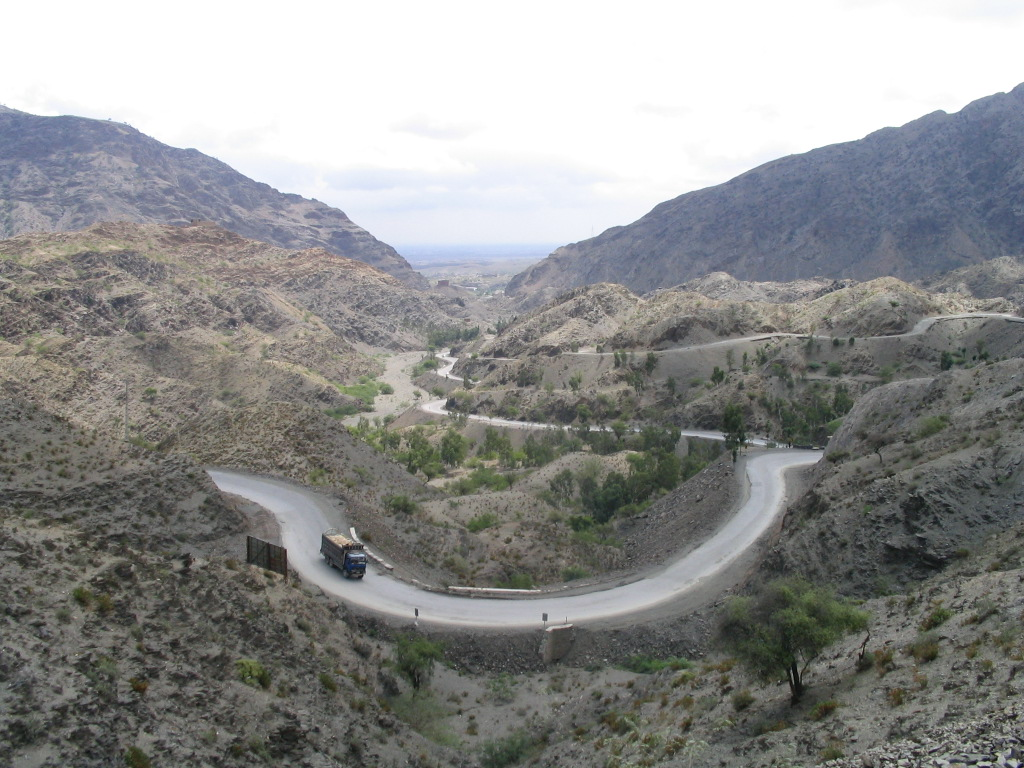
AH1 i Pakistan

Asienvägar är ett vägnät som förbinder Asiens länder, på ett liknande sätt som Europavägarna. Detta vägnät sträcker sig över hela Asien (inklusive hela Ryssland och Turkiet där också europavägar finns). Det är ett FN-organ som heter UNESCAP som ansvarar för numreringen av dem.
Det finns Asienvägar med nummer 1-87. De följer inte ett logiskt udda-jämnt-system som europavägarna gör utan går längs viktiga stråk, lägst nummer på de viktigaste och längsta vägarna, ungefär som för de äldre europavägarna.
Asienvägar skyltas med beteckningen A eller AH och ett nummer, blå skylt med vita tecken. Men vita skyltar med svarta tecken förekommer. Skyltarna är inte alls lika standardiserade som Europavägarnas skyltar. Det är vanligt med A och ett nummer på nationella vägar till exempel i Ryssland, och därför används snarare beteckningen AH och ett nummer. I vissa länder saknas skyltar för Asienvägarna. Bland dessa kan nämnas Turkiet. Det finns nämligen både Asienvägar och Europavägar i Turkiet och där har de valt att bara skylta upp just Europavägarna men inte Asienvägarna.
Asienvägarna har högst blandad standard, på grund av många fattiga länder. Det finns också problem med spärrade gränser, på grund av politiska konflikter. Det finns dessutom luckor på grund av saknade vägar, eller andra skäl.

## Lista
Ensiffriga går genom kontinenten:
- AH1, 20.500 km; Tokyo, Japan - Korea - Kina - Vietnam - Thailand - Myanmar - Indien - Pakistan - Afghanistan - Iran - Turkiet till gräns mot Bulgarien
- AH2, 13.100 km; Denpasar, Indonesien - Malaysia - Thailand - Myanmar - Indien - Pakistan - Afghanistan - Khosravi, Iran
- AH3, 7.300 km; Ulan-Ude, Ryssland - Mongoliet - Tanggu, Kina - (avbrott) - Kunming, Kina - (två grenar sista biten) Chiang Rai, Thailand och Kyaing Tong, Myanmar
- AH4, 6.000 km; Novosibirsk, Ryssland - Yarantai, Mongoliet - (avbrott) - Urumqi, Kina - Karachi, Pakistan
- AH5, 10.300 km; Urumchi, Kina - Kazachstan - Uzbekistan - Turkmenistan - Azerbajdzjan - Georgien - Turkiet till gräns mot Bulgarien
- AH6, 10.400 km; Pusan, Sydkorea - Kina - Ryssland till gränsen mot Vitryssland
- AH7, 5.800 km; Jekaterinburg, Ryssland - Kirgizistan - Afghanistan - Karachi, Pakistan
- AH8, 4.700 km; Ryssland (gräns mot Finland) - Azerbajdzjan - Bandar Emam, Iran

10-29 går i Sydöstasien:
- AH11: Laos - Kambodja
- AH12: Laos - Thailand
- AH13: Laos - Thailand
- AH14: Vietnam - Myanmar
- AH15: Vietnam - Thailand
- AH16: Vietnam - Thailand
- AH18: Thailand - Malaysia
- AH19: Thailand
- AH25: Indonesien
- AH26: Filippinerna

30-39 går i östra och nordöstra Asien:
- AH30: Ryssland
- AH31: Ryssland - Kina
- AH32: Nordkorea - Mongoliet
- AH33: Kina
- AH34: Kina

40-59 går i södra Asien:
- AH41: Bangladesh
- AH42: Kina - Indien
- AH43: Indien - Sri Lanka
- AH44: Sri Lanka
- AH45: Indien
- AH46: Indien
- AH47: Indien
- AH48: Bhutan
- AH51: Pakistan

60-89 går i Centralasien och i sydvästra Asien:
- AH60: Ryssland - Kazakstan
- AH61: Kina - Ryssland
- AH62: Kazakstan - Afghanistan
- AH63: Ryssland - Uzbekistan
- AH64: Kazakstan - Ryssland
- AH65: Kina - Uzbekistan
- AH66: Tajikistan
- AH67: Kina - Kazakstan
- AH68: Kina - Kazakstan
- AH70: Ryssland - Iran
- AH71: Afghanistan - Iran
- AH72: Iran
- AH75: Turkmenistan - Iran
- AH76: Afghanistan
- AH77: Afghanistan - Turkmenistan
- AH78: Turkmenistan - Iran
- AH81: Georgien - Kazakstan
- AH82: Georgien - Iran
- AH83: Azerbaijan - Armenien
- AH84: Turkiet
- AH85: Turkiet
- AH86: Turkiet
- AH87: Turkiet

För närvarande är arabländerna inte med i samarbetet och har inga Asienvägar. Det beror delvis på att de inte är med i UNESCAP utan det finns ett separat FN-organ UNESCWA för sydvästra Asien.